# Gersemia
Gersemia es un género de corales que pertenece a la familia Nephtheidae, orden Alcyonacea, clase Anthozoa.
Son octocorales de aguas frías, que habitan incluso bajo las capas de hielo del Ártico o la Antártida.

## Especies
Actualmente se aceptan las siguientes especies:
- Gersemia antarctica. (Kükenthal, 1902)
- Gersemia carnea. Verrill
- Gersemia clavata. (Danielssen, 1887)
- Gersemia crassa. (Danielssen, 1887)
- Gersemia danielsseni. (Studer, 1891)
- Gersemia fruticosa. Sars, 1860
- Gersemia hicksoni. (Gravier, 1913)
- Gersemia japonica. (Kukenthal, 1906)
- Gersemia lambi. Williams, 2013
- Gersemia loricata. von Marenzeller, 1878
- Gersemia marenzelleri. Kükenthal, 1906
- Gersemia mirabilis. (Danielssen, 1887)
- Gersemia rubiformis. (Ehrenberg, 1834)
- Gersemia studeri. Verrill
- Gersemia uvaeformis.  (May, 1900)

## Morfología
Arborescente, con un tallo principal y ramas cortas y estrechas. Con pólipos contráctiles, pero no retráctiles, que son más numerosos en el extremo de las ramas. El tallo y las ramas poseen escleritos calcáreos, espículas, para reforzar su estructura, y, a menudo, están vivamente coloreadas.  
Sus colores son rosa, blanco, amarillo y también rojo escarlata, como G. rubiformis. Toda la colonia suele ser de gamas del mismo color, incluyendo tronco, ramas y pólipos.
Algunas especies alcanzan los 25 cm de altura, siendo mucho más pequeñas cuando expulsan el agua y están contraídas.
No poseen zooxantelas.
Algunas especies poseen componentes bioactivos para disuadir a peces y estrellas de mar predadores.

## Hábitat y distribución
Crecen en aguas oceánicas templadas o polares. Fijados a rocas, esponjas o conchas. Su rango de profundidad va de 3 a 3.506 m, más frecuentes en aguas profundas; y su rango de temperatura es entre -1.78 y 8.37 °C.
Distribución: En el océano Pacífico , desde el Ártico a Oregón en la costa este, y hasta el norte de Japón en el oeste. En el Atlántico, solo hay constancia en su costa oeste, hasta el norte de Florida. También en la Antártida.

## Alimentación
Son filtradores y se alimentan de plancton. Suele hincharse de agua por la noche para alimentarse con sus pólipos autozoides, cuya única función es atrapar plancton, y se deshincha parcialmente durante el día. No es fotosintético.

## Reproducción
Sexual, con sexos separados por colonia y puesta pelágica; y asexual, por migración del pólipo. En la reproducción sexual, la larva suele fijarse no lejos de las colonias madres.